# Jan van Niwael

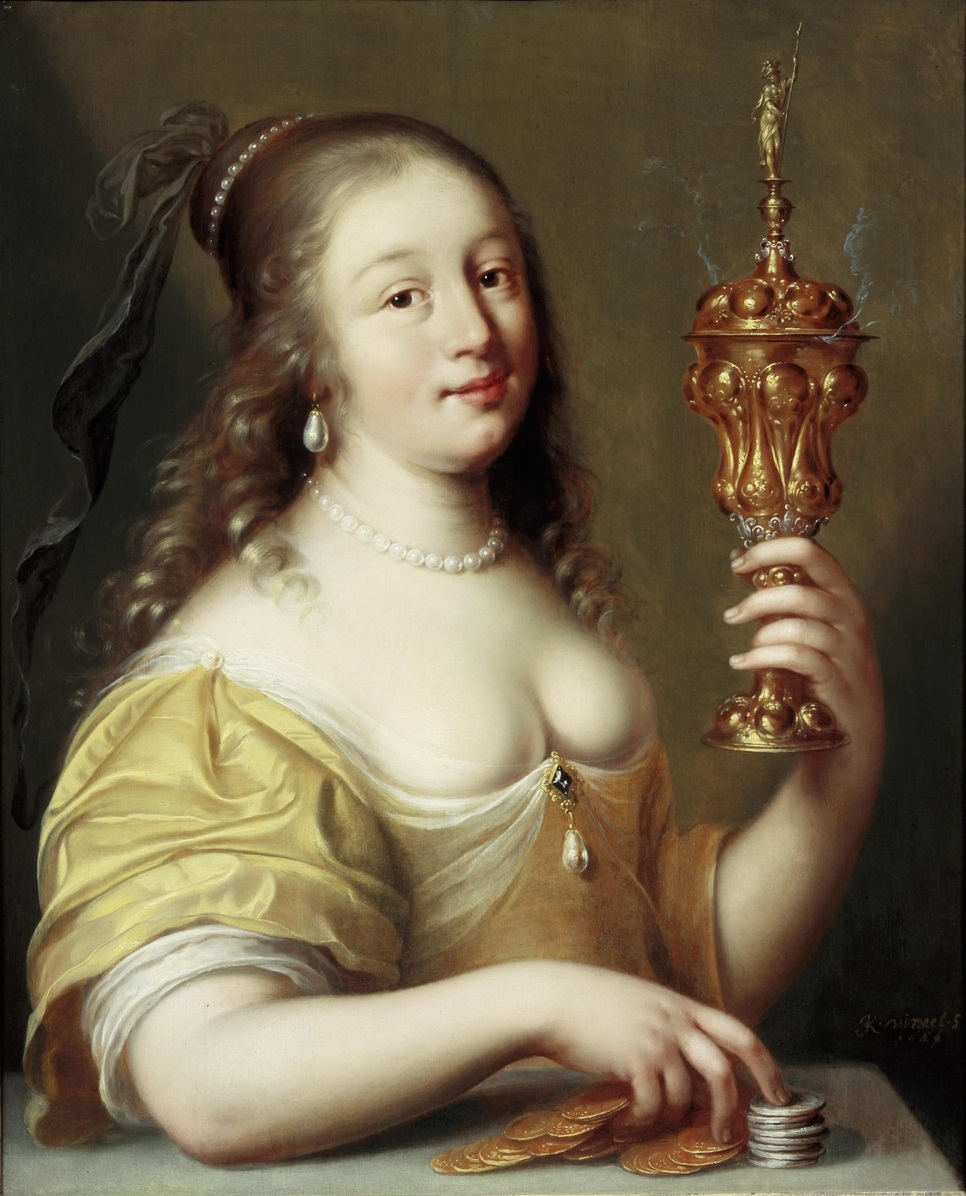
Allegorie op de aardse liefde: jonge vrouw met geld en akeleibeker (1646) Jan van Niwael. (Centraal Museum)

Jan Rutgers van Niwael (Gorinchem, ca. 1595 - Utrecht, 1674) was een Noord-Nederlandse schilder die behoorde tot de stroming van de Caravaggisten, een beweging die bekend stond om het gebruik van dramatisch licht en schaduw. Hij was vooral bekend om zijn portretten, genrevoorstellingen en historiestukken.  
Jan van Niwael werd geboren in Gorinchem. In 1606 begon hij zijn opleiding tot schilder in Utrecht. Gedurende deze tijd ontmoette hij Jan van Loenen, een vriend en latere reisgenoot. In 1615 reisde hij samen met Van Loenen naar Italië, waar hij kennismaakte met de stijl van de Caravaggisten, die van invloed zou zijn op zijn werk. Bij hun terugkeer verbleven ze in Grenoble, waar Van Niwael in 1616 aanwezig was bij het huwelijk van de Vlaamse schilder Antoine van Halder. Van 1616 tot 1633 werkte hij in Grenoble, wat betekent dat hij een belangrijke periode van zijn carrière in Frankrijk doorbracht.
In 1634 keerde Van Niwael terug naar Utrecht. Hij deelde er zijn atelier met Jan van Loenen, en was aanwezig bij diens huwelijk op 4 februari 1637. Op 8 juni 1639 trouwde Van Niwael met Bastiaentgen Quirijnsdr van Cuijlenborch, de schoonzus van Van Loenen. Zij overleed negen jaar later. Van Niwael woonde vanaf 1652 tot aan zijn dood aan het Oudkerkhof in Utrecht, en overleed waarschijnlijk in de eerste helft van 1674. Zijn precieze sterfdatum is, net als zijn geboortedatum, onbekend.
- Biografisch Portaal: 03560329
- RKD-Nederlands Instituut voor Kunstgeschiedenis: 59712